# Mannschaftsverfolgung bei den Zentralamerika- und Karibikspielen
Seit 1938 (IV. Spiele in Panama-Stadt) wurden Wettbewerbe im Radsport im Rahmen der Zentralamerika- und Karibikspiele (Central American and Caribbean Games) veranstaltet. Die Mannschaftsverfolgung bei den Zentralamerika- und Karibikspielen als Disziplin im Bahnradsport wurde von 1938 bis 2006 ausgetragen.

## Palmarès
| Jahr | Sieger    | Fahrer                                                                       |
| ---- | --------- | ---------------------------------------------------------------------------- |
| 1938 | Venezuela | Pedro Aide - Julio Herrera - Federico Coutois - Carlos de la Madriz          |
| 1946 | Venezuela | Héctor Alvarado - Luis J. Rodríguez - Víctor Fernández - Prudencio Díaz      |
| 1950 | Kolumbien | Efraín Forero - Jaime Turquino - Efraim Rozo - Luis Ortiz                    |
| 1954 | Kolumbien | Octavio Echeverri - Héctor Monsalve - Octavio Ularte - Óscar Salinas         |
| 1959 | Venezuela | Rafael Naranjo - Antonio Montilla - Domingo Rivas - Franco Cacioni           |
| 1962 | Mexiko    | Enrique Barajas - Jacinto Brito - Mauricio Mata - Melesio Soto               |
| 1966 | Mexiko    | Radamés Treviño - Agustín Alcántara - Antonio Duque - Adolfo Belmonte        |
| 1970 | Kolumbien | José Jaime Galeano - José Garcés - Jorge Hernández - Martín Emilio Rodríguez |
| 1974 | Kuba      | Raúl Marcelo Vázquez - Héctor Marcos - Juan Rivera - Antonio Madera          |
| 1978 | Kuba      | Gustavo Vázquez - Héctor Marcos - Juan Rivera - Antonio Madera               |
| 1986 | Kuba      | Julián Díaz - Antonio Quintero - Rubén Companioi - Eliecer Padrón            |
| 1990 | Mexiko    | Eduardo Graciano - Edgar García - Jesús Vázquez - Francisco Prado            |
| 1993 | Kuba      | Conrado Cabrera - Reynaldo Rodríguez - Noel de la Cruz - Iosvany Gutiérrez   |
| 1998 | Kuba      | Héctor Ajete - Iosvany Gutiérrez - Reynaldo Rodríguez - Luis Romero Amarán   |
| 2002 | Kolumbien | Andrés Rodríguez - Juan Forero - Mauricio Casas - Carlos Alzate              |
| 2006 | Kolumbien | José Serpa - Alexander González - Arles Castro - Jairo Pérez                 |